# Tout pour réussir
Pour plus de détails, voir Fiche technique et Distribution.
Tout pour réussir ou Les valeurs du cœur au Québec (Where the Heart Is) est un film américain réalisé par John Boorman, sorti en 1990.

## Synopsis
Stewart McBain est un autodidacte, prospère entrepreneur, spécialisé dans la démolition d'immeubles. Pour la construction future d'un gratte-ciel, il doit détruire un pâté de maisons à Brooklyn où se trouve notamment la Dutch House. Des manifestants s'opposent à cette destruction, dont l'une de ses filles. De retour à la maison, l'autoritaire père de famille peste de voir ces trois enfants, Daphne, Chloe et Jimmy, ne rien faire de leur vie. Plutôt artistes, ces derniers ne s'intéressent pas aux affaires. Stewart McBain décide alors de les expulser du domicile familial en leur donnant 750 $ chacun. Daphne, Chloe et Jimmy se réfugient alors dans la Dutch House et vont tenter d'organiser leur nouvelle vie. Alors que Stewart McBain connait ses difficultés professionnelles, ses enfants vont lui démontrer leurs capacités.

## Fiche technique
- Titre original : Where the Heart Is
- Titre français : Tout pour réussir
- Titre québécois : Les valeurs du cœur
- Réalisation : John Boorman
- Scénario : John Boorman et Telsche Boorman
- Photographie : Peter Suschitzky
- Sociétés de production : Touchstone Pictures et Silver Screen Partners IV
- Distribution : Guild Film Distribution (Royaume-Uni), AMLF (France)
- Pays d'origine :  États-Unis
- Langue originale : anglais
- Format : couleur - 35 mm - 1,85:1 - son Dolby
- Genre : comédie dramatique
- Durée : 107 minutes
- Dates de sortie[1] :
  -  États-Unis : 23 février 1990
  -  France : 5 septembre 1990

## Distribution
- Dabney Coleman (VF : Georges Berthomieu) : Stewart McBain
- Uma Thurman (VF : Micky Sébastian) : Daphne McBain
- Joanna Cassidy (VF : Josiane Pinson) : Jean
- Crispin Glover (VF : William Coryn) : Lionel
- Suzy Amis (VF : Laurence Crouzet) : Chloe McBain
- Christopher Plummer (VF : Marc Cassot) : Shitty (« La Merde » en VF)
- David Hewlett (VF : Thierry Ragueneau) : Jimmy
- Maury Chaykin : Harry
- Dylan Walsh (VF : Luq Hamet) : Tom
- Ken Pogue : Hamilton
- Sheila Kelley (VF : Dominique Chauby) : Sheryl
- Michael Kirby : le père de Lionel
- Dennis Strong : Marvin X
- Timothy Stickney : Marcus
- Emma Woollard : Olivia
- Tabitha St. Germain (VF : Jacqueline Porel) : la secrétaire de Stewart

 Source et légende : version française (VF) sur RS Doublage

## Production
John Boorman coécrit le scénario avec l'une de ses filles, Telsche Boorman. Il envisage initialement Sean Connery, qu'il a dirigé dans Zardoz (1974), dans le rôle principal. Il revient finalement à Dabney Coleman.
Le tournage a lieu à New York et Toronto.